# Стрельников, Алексей Владимирович
Алексей Владимирович Стрельников (род. 22 декабря 1967, с. Липовка, Энгельсский район, Саратовская область, РСФСР, СССР) — российский политический деятель. Глава Фёдоровского района Саратовской области с 23 декабря 2022 (и. о. 14 октября — 23 декабря 2022).
Заместитель председателя правительства Саратовской области с 14 октября 2017 по 6 мая 2020. Глава Энгельсского муниципального района с 3 июня 2020 по 20 мая 2022 (и. о. 7 мая — 3 июня 2020).

## Биография
Алексей Стрельников родился 22 декабря 1967 года в селе Липовка Энгельсского района Саратовской области.
Имеет два диплома о высшем образовании. В 1994 году окончил Саратовский институт механизации сельского хозяйства. В 2000 году окончил Поволжскую академию государственной службы по специальности "Государственное и муниципальное управление".
Работать начал в 1985 году в совхозе «Безымянский» Энгельсского района Саратовской области, механизатором. С 1986 по 1988 годы проходил срочную службу в Вооружённых силах Советского Союза. Демобилизовавшись, вновь приступил к работе в совхозе "Безымянский" и одновременно стал получать высшее образование. Работал водителем, автомехаником, заведующим гаражом.
С 1994 по 2001 годы работал в должности главы Зеленодольской окружной администрации Энгельсского района Саратовской области.
В 2001 году начал работать в министерстве молодежной политики, спорта и туризма Саратовской области. Трудился один календарный год в отделе планирования и контроля, был начальником организационного управления.
В 2002 году назначен директором ООО «Земледелец Заволжья», позже директором ООО «Золотая Нива» в селе Заветное Энгельсского района Саратовской области.
С 2004 по 2006 годы перешёл работать в администрацию Энгельсского муниципального образования Саратовской области, в управление сельского хозяйства.
С 2006 по 2012 годы трудился в администрации Советского района Саратовской области. Здесь работал и заместителем главы муниципального образования , и первым заместителем главы администрации, позже был назначен главой администрации Советского муниципального района.
28 сентября 2012 года переехал в Ровенский муниципальный район Саратовской области и назначен на должность главы районной администрации. С октября 2016 года работал в  должности главы Ровенского муниципального района. В 2012 году был избран секретарём Ровенского местного отделения партии «Единая Россия».
В соответствии с постановлением Губернатора области от 11 октября 2017 года был назначен на должность заместителя Председателя Правительства Саратовской области. Курировал вопросы агропромышленного комплекса. Освобождён от должности по собственному желанию 6 мая 2020 года.
Решением депутатов Энгельсского муниципального района 7 мая 2020 года приступил к исполнению обязанностям Главы Энгельского муниципального района Саратовской области. 20 мая 2022 подал в отставку.
С 14 октября 2022 года приступил к исполнению обязанностей главы Фёдоровского района Саратовской области. 23 декабря 2022 на заседании собрания депутатов Фёдоровского района утверждён в должности главы района и принёс присягу.